# Библиотека приключений
Библиоте́ка приключе́ний — серия приключенческих и фантастических книг для подростков издательств Детгиз (Государственное детское издательство Министерства просвещения РСФСР) (1 серия) и «Детская литература» (2 и 3 серии); первая подписная фантастико-приключенческая серия в СССР. Имеет букинистическую и антикварную ценность как первая в СССР «Библиотека приключений».
Серийное оформление было разработано художником-графиком Сергеем Михайловичем Пожарским. Первое издание было выпущено с 1955 по 1960 год, переиздано в 1981–1985 годах издательствами «Машиностроение», «Радио и Связь», «Транспорт», «Энергоатомиздат», «Металлургия», а также (в 2000-х годах) в издательстве «Эксмо».

## Список томов первой серии (1955—1959 годы)
- Дефо, Д. Приключения Робинзона Крузо [Текст] : роман / пер. с англ. М. А. Шишмарёвой ; послесл. Е. В. Корниловой ; илл. Ж. Гранвиля. — М. : Гос. изд-во дет. лит-ры, 1955. — 414 с. — (Библиотека приключений ; т. 1)
- Свифт, Д. Путешествия Лемюэля Гулливера [Текст] : роман / пер. с англ. и ред. Б. М. Энгельгардта ; послесл. и комм. Е. П. Брандиса ; илл. Ж. Гранвиля. — М. : Гос. изд-во дет. лит-ры, 1955. — 432 с. — (Библиотека приключений ; т. 2).
- Верн, Ж. Дети капитана Гранта [Текст] : роман / пер. с фр. А. А. Бекетовой ; послесл. Г. М. Ленобля ; илл. Э. Риу. — М. : Гос. изд-во дет. лит-ры, 1956. — 672 с. — (Библиотека приключений ; т. 3).
- Толстой, А. Н. Гиперболоид инженера Гарина [Текст] : роман / илл. В. В. Богаткина ; Аэлита : роман / илл. И. Д. Архипова ; [к сборн.: послесл. В. Щербины]. — М. : Гос. изд-во дет. лит-ры, 1956. — 448 с. — (Библиотека приключений ; т. 4).
- Дойл, А. К. Записки о Шерлоке Холмсе [Текст] : рассказы / пер. с англ. под ред. К. И. Чуковского ; вступ. ст. К. И. Чуковского ; илл. Н. И. Цейтлина. — М. : Гос. изд-во дет. лит-ры, 1956. — 624 с. — (Библиотека приключений ; т. 5).

Содерж.: рассказы: Союз рыжих ; Человек с рассечённой губой ; Голубой карбункул ; Пёстрая лента ; Пляшущие человечки ; Шесть Наполеонов / пер. М. Н. и Н. К. Чуковских ; Тайна Боскомской долины / пер. М. Я. Бессараб ; Скандал в Богемии ; Пять зёрнышек апельсина / пер. Н. С. Войтинской ; Знатный холостяк ; Обряд дома Месгрейвов ; Последнее дело Холмса ; Пустой дом / пер. Д. Г. Лившиц ; Жёлтое лицо / пер. А. И. Ильф ; Случай в интернате / пер. Н. А. Волжиной ; Чёрный Питер ; Второе пятно / пер. Н. Л. Емельянниковой ; Собака Баскервилей : повесть / пер. Н. А. Волжиной.
- Ефремов, И. А. На краю Ойкумены [Текст] : роман / илл. Т. А. Шишмарёвой и И. Д. Архипова ; Звёздные корабли : повесть / илл. В. И. Таубера ; [к сборн.: И. А. Ефремов ; сопр. ст. М. Лазарева]. — М. : Гос. изд-во дет. лит-ры, 1956. — 480 с. : ил. — (Библиотека приключений ; т. 6).
- Стивенсон, Р. Л. Остров сокровищ [Текст] : роман / илл. Г. М. Брока ; Чёрная стрела : роман / илл. Н. Т. Кривова ; [к сборн.: Р. Л. Стивенсон ; пер. с англ. Н. К. Чуковского ; послесл. И. А. Кашкина]. — М. : Гос. изд-во дет. лит-ры, 1957. — 456 с. : ил. — (Библиотека приключений ; т. 7).
- Том 8. В. Каверин «Два капитана», 1957.
- Том 9. Л. Буссенар «Похитители бриллиантов», 1957.
- Том 10. Г. Р. Хаггард «Копи царя Соломона», «Прекрасная Маргарет», 1957.
- Том 11. В. Обручев «Плутония», «Земля Санникова», 1958.
- Том 12. М. Твен «Приключения Тома Сойера», «Приключения Гекльберри Финна», 1958.
- Том 13. А. Рыбаков «Кортик», «Бронзовая птица», 1958.
- Том 14. Г. Эмар «Твёрдая Рука», «Гамбусино», 1958.
- Том 15. В. Скотт «Квентин Дорвард», 1958.
- Том 16. Ф. Купер «Последний из могикан», 1959.
- Том 17. Т. Майн Рид «Оцеола, вождь семинолов», 1959.
- Том 18. Г. Адамов «Тайна двух океанов», 1959.
- Том 19. А. Дюма «Три мушкетёра», 1959.
- Том 20. У. Коллинз «Лунный камень», 1959.

## Список томов второй серии (1965—1970 годы)
- Том 1. Александр Грин «Алые паруса», «Бегущая по волнам», «Золотая цепь», 1965.
- Том 2. Александр Дюма «Асканио», 1965.
- Том 3. Александр Казанцев «Пылающий остров», 1966.
- Том 4. Роберт Льюис Стивенсон «Похищенный», «Катриона», 1966.
- Том 5. Станислав Лем «Магелланово облако», 1966.
- Том 6. Георгий Тушкан «Джура», 1966.
- Том 7. Эдгар По «Золотой жук»; Г. К. Честертон «Странные шаги», 1967.
- Том 8. Леонид Платов «Секретный фарватер», 1967.
- Том 9. Жюль Верн «Жангада», «Кораблекрушение «Джонатана»», 1967.
- Том 10. Леонид Соболев «Зелёный луч»; Всеволод Воеводин, Евгений Рысс «Буря», 1967.
- Том 11. Василий Ардаматский «Ответная операция»; Николай Томан «В погоне за призраком», 1968.
- Том 12. Жорж Сименон «Первое дело Мегрэ», 1968.
- Том 13. Герберт Уэллс «Первые люди на Луне», «Пища богов», 1968.
- Том 14. А. Конан Дойл «Красным по белому», 1968.
- Том 15. Георгий Брянцев «Конец осиного гнезда»; Дмитрий Медведев «Это было под Ровно», 1968.
- Том 16. Артур Кларк «Лунная пыль»; А. Азимов «Я, робот», «Стальные пещеры», 1969.
- Том 17. А. и Б. Стругацкие «Страна багровых туч»; А. Днепров «Глиняный бог», 1969.
- Том 18. Рафаэль Сабатини «Одиссея капитана Блада», «Хроника капитана Блада», 1969.
- Том 19. Иван Ефремов «Сердце Змеи», 1970
- Том 20. Генри Райдер Хаггард «Хозяйка Блосхолма»; Джеймс Кервуд «В дебрях севера», 1970.

## Список томов третьей серии (1981—1985 годы)
Переиздание 1980-х годов знаменитой Библиотеки приключений (БП-1), впервые изданной в СССР в 1955—1960 годах
- Том 1. Д. Дефо «Приключения Робинзона Крузо», 1982 изд. «Металлургия».
- Том 2. Дж. Свифт «Путешествия Лемюэля Гулливера», 1984 изд. «Металлургия».
- Том 3. Ж. Верн «Дети капитана Гранта», 1983 изд. «Машиностроение».
- Том 4. А. Н. Толстой «Гиперболоид инженера Гарина». «Аэлита», 1985 изд. «Металлургия».
- Том 5. А. Конан Дойл «Записки о Шерлоке Холмсе», 1981 изд. «Транспорт».
- Том 6. И. Ефремов «На краю Ойкумены», «Звёздные корабли», 1982 изд. «Стройиздат».
- Том 7. Р. Стивенсон «Остров сокровищ», «Чёрная стрела», 1981 изд. «Стройиздат».
- Том 8. В. Каверин «Два капитана», 1984 изд. «Машиностроение».
- Том 9. Л. Буссенар «Похитители бриллиантов», 1985 изд. «Энергоиздат».
- Том 10. Г. Р. Хаггард «Копи царя Соломона», «Прекрасная Маргарет»,1984 изд. «Энергоатомиздат».
- Том 11. В. Обручев «Плутония», «Земля Санникова». 1982 изд. «Машиностроение».
- Том 12. М. Твен «Приключения Тома Сойера», «Приключения Гекльберри Финна», 1985 изд. «Энергоатомиздат».
- Том 13. А. Рыбаков «Кортик», «Бронзовая птица», 1983 изд. «Радио и Связь».
- Том 14. Г. Эмар «Твёрдая Рука», «Гамбусино», 1982 изд. «Энергоиздат».
- Том 15. В. Скотт «Квентин Дорвард», 1983 изд. «Энергоиздат».
- Том 16. Ф. Купер «Последний из могикан», 1981 изд. «Металлургия».
- Том 17. Т. Майн Рид «Оцеола, вождь семинолов», 1983 изд. «Металлургия».
- Том 18. Г. Адамов «Тайна двух океанов», 1984 изд. «Стройиздат».
- Том 19. А. Дюма «Три мушкетёра», 1985 изд. «Машиностроение».
- Том 20. У. Коллинз «Лунный камень», 1981 изд. «Атомиздат».

## Список томов серий «Библиотека приключений продолжается» (1993—1995 годы) и «Новая библиотека приключений» (1994—1995 годы)
В 1993—1995 годах московские издательства «Диамант» и «Печатное дело» выпустили продолжение под названием «Библиотека приключений продолжается…» в серийном оформлении обложки, но на 2-м и 3-м номерах бумаги. Параллельно в 1992—1997 годах издательство «Нюанс-РПД» в Ярославле выпускало серию «Новая библиотека приключений» в похожем оформлении. Всего в обеих сериях вышло 50 томов: 37 в первой и 13 — во второй. Тексты публиковались полностью, без сокращений, но справочный аппарат, как правило, опускался, во многих томах не только отсутствовало предисловие, но и не указывалось содержание сборника. Большая часть произведений зарубежных авторов публиковалась в старых, дореволюционных переводах, но в современной орфографии.